# Sergio Bernal
Sergio Arturo Bernal Hernández (* 9. Februar 1970 in Mexiko-Stadt) ist ein ehemaliger mexikanischer Fußballtorwart, der über 20 Jahre Profifußballspieler war und vorwiegend für seinen Heimatverein Pumas de la UNAM tätig war.

## Biografie

### Verein
Sergio Bernal spielt mit Ausnahme der beiden Spielzeiten 1997/98 und 2001/02, als er zuerst an die Correcaminos de la UAT und später an den Puebla FC ausgeliehen war, seit 1988 für die Pumas de la UNAM, mit denen er bereits viermal mexikanischer Meister wurde.
Bernal gewann mit den Pumas die Meisterschaften der Saison 1990/91, der Clausura 2004 (zweite Hälfte der Saison 2003/04), der Apertura 2004 (erste Hälfte der Saison 2004/05 und der Clausura 2009 (zweite Hälfte der Saison 2008/09. Die regulären Punktspiele und die Spiele um die Liguilla zusammengerechnet, absolvierte Bernal am Sonntag, den 21. Februar 2010 beim Spiel im Estadio Olímpico Universitario zwischen den Pumas und dem CF Atlante (1:0) sein 500. Spiel in der mexikanischen Primera División; davon elf für Puebla und die restlichen 489 für die Pumas. Im Jahr 2011 beendete er seine Laufbahn.

### Nationalmannschaft
Im Juni 2000 absolvierte Bernal drei Spiele für die mexikanische Fußballnationalmannschaft gegen Irland (2:2), Südafrika (4:2) und die USA (0:3).

## Erfolge
- Mexikanischer Meister: 1990/91, Clausura 2004, Apertura 2004, Clausura 2009